# Château de Kirna
Le château de Kirna (en allemand : Gutshaus Kirna ; en estonien : Kirna mõis) est un petit château néoclassique situé à Kirna, village de la région de Järva, en Estonie.

## Historique

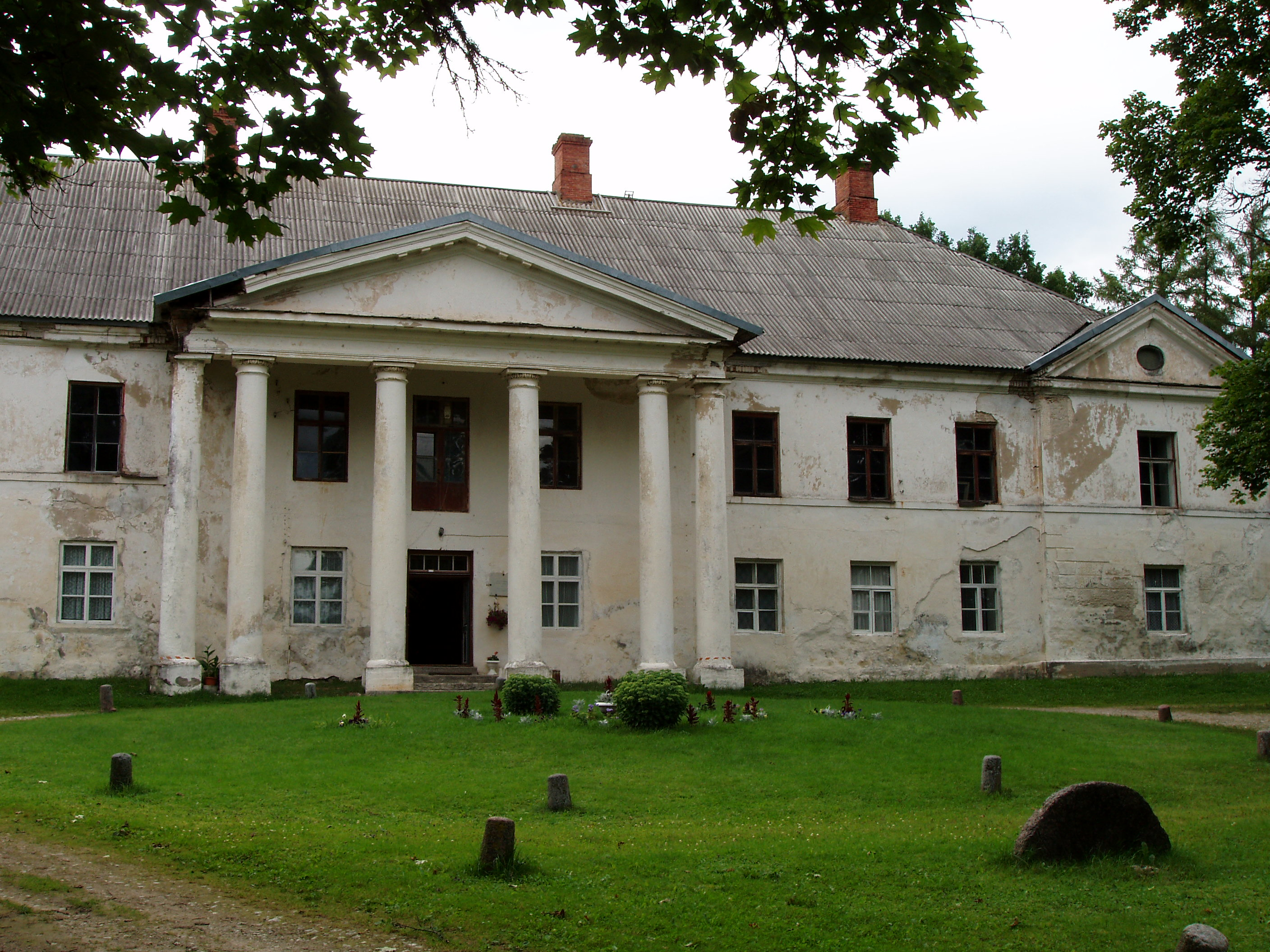
Portique d’entrée

Le domaine a été formé en 1620, lorsque le roi Gustave II Adolphe de Suède (1594-1632), à qui appartenait la contrée, en fit don au baron Hans von Fersen, président de l’assemblée de la noblesse de la province d’Estland. Le domaine reste dans cette famille, jusqu’en 1787. Le baron Carl Gustav von Fersen fait construire un nouveau château entre 1760 et 1780. Dorothée von Fersen épouse Johann Gustav von Osten-Sacken, et il entre ainsi dans cette puissante famille, jusqu’en 1816, date à laquelle il est acquis par le général Georg Ludwig Pilar von Pilchau (1767-1830). Ses descendants en sont propriétaires jusqu’en 1919, lorsque les lois d’expropriation de la nouvelle république estonienne confisquent les biens de la noblesse terrienne. Il sert de bâtiment administratif du sovkhoze local à l’époque de la République socialiste soviétique d’Estonie, ce qui lui évite la destruction. C’est aujourd’hui une propriété privée.

## Architecture

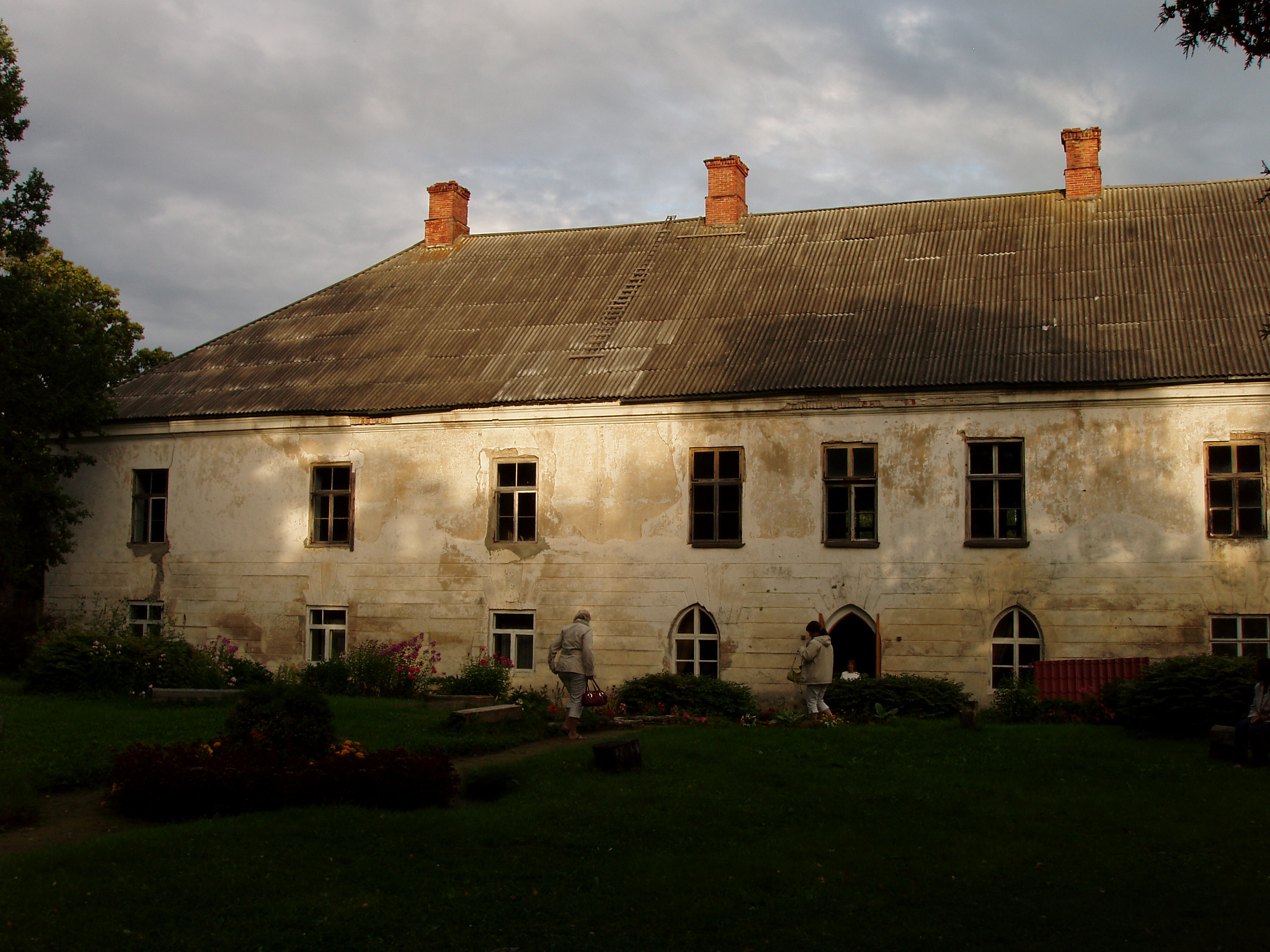
Façade arrière du château

Le baron Carl Gustav von Fersen fait construire un château entre 1760 et 1780 qui laisse la place au début du XIXe siècle à un nouveau château néoclassique, commandé par Karl Magnus von Osten-Sacken. Ce château est remarquable par sa simplicité. Il comporte un étage supérieur et un fronton à la grecque sans ornementation, soutenu par une colonnade hexastyle dorique, au milieu de la façade d’honneur. L’intérieur par la suite est décoré d’éléments néogothiques, notamment dans le vestibule, et certaines fenêtres de la façade arrière.

## Source
- (et) Cet article est partiellement ou en totalité issu de l’article de Wikipédia en estonien intitulé « Kirna mõis » (voir la liste des auteurs).